# Parcul din Adâncata
Parcul din Adâncata (în ucraineană Глибоцький парк, transliterat: Hlîboțikîi park) este un parc și monument al naturii de tip peisagistic de importanță locală din raionul Adâncata, regiunea Cernăuți (Ucraina), situat în partea centrală a orașului Adâncata (str. Șevcenko, 4). Este administrat de Departamentul de locuințe și utilități din oraș.
Suprafața ariei protejate constituie 6 hectare, fiind creată în anul 1979 prin decizia comitetului executiv regional. Statutul a fost acordat pentru conservarea parcului fondat în 1890 pe moșia Skibnevski. Există 35 de specii și forme de arbori și arbuști (brazi, chiparoși, magnolii, etc.).